# أفونسو الأول دوق براغانزا
أفونسو الأول دوق براغانزا (بالبرتغالية: Afonso I, Duque de Bragança‏) (النطق البرتغالية: [ɐˈfõsu]؛ 10 أغسطس 1377 -15 ديسمبر 1461) كان أول دوق براغانزا والثامن كونت بارسيلوس، ومؤسس أسرة براغانزا التي ستكون في نهاية الأمر أكثر قوة وأغنى في كل البرتغال، واستمر نسله ليكون من كبار النبلاء والمسؤولين الإمبراطوريين، وأصبحوا حتى ملوك البرتغال والأباطرة البرازيل لاحقاً.

## السيرة الذاتية
أفونسو هو الابن البكر الغير شرعي لجواو الأول ملك البرتغال من عشيقته بيريز إينيس ولد قبل أن يصبح أباه ملكاً، كان والده هو الآخر الابن الغير شرعي لبيدرو الأول ملك البرتغال وكان صغيراً عندما طالب أباه بالعرش خلال أزمة 1383-1385 وأصبح ملكاً رسمياً في 6 أبريل 1385 وعندما كان في العاشرة من العمر تزوج والده من فيليبا لانكاستر ابنة جون غونت في 11 فبراير 1387 والتي كان لها نفوذ في البلاط البرتغالي والإنجليزي وسمحت لهُ ولأخته بالعيش في البلاط ولكنها لم تسمح لوالدتهم في العيش معهما التي أُرسلت إلى الدير.
في عام 1400 توفيت والدته، وفي عام 1415 توفيت زوجة أبيه فيليبا لانكاستر من أثر مرض الطاعون وبعد وفاتها بقليل احتل البرتغاليون سبتة وأصبح والده أول لورد سبتة.
في عام 1435 توفي والده بسبب الطاعون وأصبح أخيهِ غير الشقيق دوارتي الأول ملك البرتغال الذي حكم لمدة خمس سنوات في عهد أخيه فشلت محاولات إرجاع مدينة التجارية سبتة إلى المغاربة وذلك بعد أسر المرينيين أخيه غير الشقيق فرناندو الذي توفي في الأسر بـ فاس عام 1443بعد العديد من المحاولات البائسة لتحريره.
بعد وفاة أخيه الملك عام 1438 أصبح ابن شقيقه أفونسو الخامس ملكاً إلا أنه كان الرضيع فتولت والدته إليانور من أراغون الوصاية ولكن الشعب لم يقبلها، إلا أن الطبقة الأرستقراطية وأفونسو نفسه كانوا يؤيدوا وصاية إليانور، ولكن بسبب تطور الأحداث استدعاء صهره وأخيه جواو كونستابل البرتغال اجتماع الكورتيس ومنح الوصاية لشقيقه بيدرو دوق قلمرية أيد الشعب والبرجوازية القرار، وبعد فترة وجيزة أصبح أفونسو العم المفضل للملك، ومما أدى إلى حدة التوتر بين الأخوة وادعوا إلى الصلح في عام 1443 بينهما ومن هنا منح بيدرو لأفونسو دوقية براغانزا، ولكن العلاقة توترت من جديد في عام 1445 بعد اختيار إيزابيل ابنة بيدرو زوجةً لأفونسو الخامس بدلاً من حفيداته، ومع ذلك واصل بيدرو الوصاية ودعم استكشافات الأولية لمحيط الأطلسي تحت إشراف هنري الملاح أخوه الآخر.
في 6 يونيو 1448 أعاد دوق قلمرية سيطرة البلاد إلى الملك، وحتى تأثير به ألغى الملك جميع قرارات عمه أثناء الوصاية وفي السنة التالية تحت وطأة الاتهامات أعلن الملك عمه دوق قلمرية متمرداً، وأصبح الوضع متوتراً فأعلنت الحرب إلا أنه كانت قصيرة بحيث انتهت بوفاة الأخير في 20 مايو 1449خلال معركة ألفاروبيرا قرب ألفيركا.
مع وفاة بيدرو سقطت البرتغال في يده، مع تأثير المتزايد على مصير البلاد، أعطى أفونسو الخامس صلاحيات جديدة لأفونسو، وبعد تسع سنوات في وقت لاحق عندما غادر إلى أفريقيا، فوض له الوصاية، وتوفي أفونسو في 1461 وخلفه ابنه الأصغر فرناندو الأول.

## الذرية
كانت زوجته الأولى بياتريس بيريرا دي ألفيم ابنة نونو ألفاريز بيريرا في 8 نوفمبر 1400 وكان له ثلاثة أطفال.
| الأسم          | الميلاد     | الوفاة         | الزوج                     | الملاحظات |
| -------------- | ----------- | -------------- | ------------------------- | --- |
| أفونسو         | 1401        | 9 أكتوبر 1460  | -                         | كونت أوريم |
| إيزابيلا       | أكتوبر 1402 | 26 أكتوبر 1466 | جواو كونستابل من البرتغال | هي والدة إيزابيل أفيس، ملكة قشتالة، كذلك هي جدة إيزابيلا الأولىومانويل الأول.                                                                                           |
| فريناندو الأول | 1403        | 1 أبريل 1478   | جوانا دي كاسترو           | هو والد فرناندو الثاني دوق براغانزا الذي أعدمه من قبل الملك جواو الثاني، وجد خايمي الأول الذي استرجع املاكه بعد ان ارجعهم خاله مانويل الأول، يعتبر جواو الرابع من نسله. |

تزوج مرة أخرى من قريبته كونستانس دي نورونها، بحيث تعتبر حفيدة إنريكي الثاني ملك قشتالة وفرناندو الأول ملك البرتغال من ناحية النسل الغير شرعي، لم يكن لهم ذرية.